# 並川鉄也
並川 鉄也（なみかわ てつや）は、日本の弁理士。元大阪大学知的財産センター客員教授。日本商標協会理事。日本知的財産仲裁センター調停人・仲裁人・判定人。日本弁理士会商標委員会2014委員長。三協国際特許事務所副所長。

## 略歴
1994年大阪大学法学部卒業。のちに、大阪工業大学工学部電子情報通信学科卒業。深見特許事務所に入所し、弁理士（2001年登録）として、知的財産管理業務に従事。2004年特定侵害訴訟代理業務付記登録。2014年三協国際特許事務所に入所後、2025年現在、同特許事務所副所長。
主な専門は、知的財産（商標・意匠・著作権）、不正競争防止法。主な所属団体は、日本弁理士会、日本商標協会、大阪発明協会など。主な著書は、商標法（共著、有斐閣2014）、注解商標法（共著、青林書院2016）、意匠・デザインの法律相談（共著、青林書院）など。

## 主な考察
- ファイル交換サービスの著作権侵害行為主体性
- 指定商品該当性とその判断基準の考察－「DERBYSTAR」商標権侵害事件
- 不使用取消審判における商標の同一性
- アジアにおける商標出願のポイント
- ASEAN＋インドの商標制度